# Divinópolis
Divinópolis är en stad och kommun i östra Brasilien och ligger i delstaten Minas Gerais. Befolkningen uppgår till lite mer än 200 000 invånare. Platsen började bosättas 1767 och hette i början Paragem da Itapecerica. 1770 blev man ett distrikt med namnet Espírito Santo da Itapecerica, och 1912 blev man en egen kommun.

## Administrativ indelning
Kommunen var år 2010 indelad i två distrikt:
- Divinópolis
- Santo Antônio dos Campos

## Befolkningsutveckling
| Område              | Areal (km²)   | Invånarantal 1 augusti 2000 | Invånarantal 1 augusti 2010 | Invånarantal 1 juli 2014 |
| ------------------- | ------------- | --------------------------- | --------------------------- | ------------------------ |
| Kommun              | 708,12        | 183 962                     | 213 016                     | 228 643                  |
| Urban befolkning    | Ingen uppgift | 177 973                     | 207 516                     | Ingen uppgift            |
| ...varav centralort | Ingen uppgift | 174 118                     | 202 152                     | Ingen uppgift            |